# Bertrand Lebeau Leibovici
 (juillet 2020).
Si vous disposez d'ouvrages ou d'articles de référence ou si vous connaissez des sites web de qualité traitant du thème abordé ici, merci de compléter l'article en donnant les références utiles à sa vérifiabilité et en les liant à la section « Notes et références ».
Bertrand Lebeau Leibovici, né le 18 novembre 1949 à Paris (France), est un médecin addictologue français spécialisé dans la réduction des risques liés à la toxicomanie, ainsi que dans l'utilisation thérapeutique des substances psychotropes.

## Biographie

### Jeunesse
Bertrand Lebeau Leibovici naît le 18 novembre 1949 à l'Hôpital Rothschild à Paris, lieu où ses parents se sont rencontrés. Bertand Lebeau Leibovici naît dans une famille où le médical est très présent.  Son père, Marcel Leibovici (1913-2001), est un médecin-chirurgien roumain d'origine juive ayant immigré en France en 1930. Sa mère, Yvonne Le Balc'h (1913-2002), d'origine bretonne, est sage-femme. Il a également une sœur, Marion.
Leibovici est le nom de naissance de Bertrand Lebeau Leibovici, mais son père décide, en 1966, de changer le nom familial en Lebeau. Néanmoins, il obtiendra de pouvoir reprendre son nom de naissance, Leibovici, en 2020 et se fait désormais appeler Bertrand Lebeau Leibovici. 

### Études
Il passe sa scolarité au lycée Jacques-Decour à Paris et obtient un baccalauréat mathématiques-élémentaires en 1967. Après une hypokhâgne et une khâgne au lycée Condorcet, il n’est pas reçu au concours de l’École Normale Supérieure de la rue d’Ulm. Il commence alors des études de médecine, en septembre 1969, à l'université Pierre et Marie Curie, tout en terminant une licence de philosophie en 1970 à l'université Paris X. Il obtient son doctorat en médecine en 1980.

### Vie privée
Il rencontre en 1983 sa future femme, Monique technicienne du cinéma, avec qui il se marie en 1990. Ensemble, ils ont un fils né en 1990.

## Carrière médicale

### Médecin humanitaire
En 1979, deux amis de faculté, François Foussadier et Jean-Elie Malkin, sont partis avec Bernard Kouchner sur l’Ile de Lumière qui recueille les boat-people vietnamiens fuyant le régime communiste. Kouchner et les médecins humanitaires, qui ont rompu avec Médecins sans Frontières créé en 1971, se réunissent fin 1979 et fondent Médecins du Monde au début de l’année suivante. Durant les années 1980, Bertrand Lebeau participe aux activités de Médecins du Monde à travers le globe : Honduras, Tchad, Afrique du Sud, Pologne, Israël/Palestine…

### Journalisme médical
Bertrand Lebeau Leibovici a beaucoup rédigé pour la littérature médicale durant plusieurs années. Il a aussi bien écrit dans des revues médicales spécialisées (Macroscopies, Impact Médecin ou le Journal International de Médecine) que des articles médicaux dans des journaux généralistes, dans Le Monde ou Libération notamment.
Il met cette activité de côté pour se consacrer aux drogues, mais il continue néanmoins à rédiger des articles de façon ponctuelle, pour le journal d'ASUD notamment.

### Engagement sur les drogues

#### Arrivée sur la question de la réduction des risques
En 1989, il pose sa plaque de médecin généraliste boulevard Raspail à Paris. Il commence à recevoir des patients toxicomanes à son cabinet et accepte de leur prescrire du Temgésic, un antalgique dont le principe actif est la buprénorphine, mais qui n’a alors aucune indication comme substitut à l’héroïne
Avec le DrPatrick Aeberhard, un proche de Bernard Kouchner devenu ministre de la Santé, il organise le 26 juin 1992 une réunion où Thomas Zeltner (de l'Office fédéral de santé publique helvétique), Isabelle Stengers (philosophe) et Claude Olievenstein, un des intervenants français en toxicomanie les plus reconnus, débattent sur les questions de drogues devant une salle comble. Michèle Barzach, qui a légalisé en 1987 l’accès aux seringues propres, participe à cette soirée.
Il se rend ensuite à la VIIIe conférence internationale sur le SIDA qui se tient à Amsterdam et fait plusieurs rencontres importantes dont celle de la sociologue Anne Coppel qui a publié en 1989 avec Christian Bachmann « Le dragon domestique », vaste synthèse sur « deux siècles de relations étranges entre l’Occident et la drogue ». À cette époque, Anne Coppel travaille déjà dans le secteur de soins spécialisés en toxicomanie tout en ne lui ménageant pas ses critiques. D’après elle, il marche sur la tête en proposant principalement du travail psychothérapeutique à des toxicomanes marginalisés alors qu’ils ont d’abord besoin d’accès aux soins, frappés par l’épidémie de SIDA, de traitements de substitution par méthadone et buprénorphine, auxquels les intervenants sont farouchement opposés, et de soutien social (accès aux droits et à l’hébergement).

#### Les années 1990: décennie d'activisme
À partir de l’automne 1992, commence une période d’intense militantisme. Il quitte son cabinet de médecine générale repris par Dominique Monchicourt qu’il a côtoyé à Médecins du Monde. Dans Le Monde du 9 septembre 1992, il signe avec une dizaine d’autres médecins et Anne Coppel une tribune, « Le repère du toxicomane », qui plaide pour les traitements de substitution à l’héroïne et l’implication des médecins généralistes dans la prise en charge des toxicomanes. Dans la foulée, il participe au Réseau des Professionnels pour les Soins aux Usagers de Drogues (REPSUD) créé par les Drs Jean Carpentier et Clarisse Boisseau.
Au début de l’année 1993, il participe à la fondation du Mouvement de Légalisation Contrôlée (MLC) dirigé par l’avocat Francis Caballero. Il y rencontre l’écrivaine Michka qui publie alors « Le cannabis est-il une drogue ? ». Le 18 juin de cette même année 1993, ils participent tous deux à la « Première journée internationale du cannabis » organisée par l’éditeur Michel Sitbon et qui fait suite à l’« Appel du 18 joint » publié le 18 juin 1976 par le quotidien Libération et signé par un grand nombre de personnalités du monde des sciences, des arts et des lettres. Cet Appel demande l’arrêt des poursuites contre les consommateurs et la légalisation du cannabis. Bertrand Lebeau ne cessera de rester mobilisé sur la question du cannabis et de ses utilisations thérapeutiques comme en témoigne la préface qu’il a notamment rédigée pour l'édition française de Marijuana Medical Handbook : A Guide to Therapeutic Use de Ed Rosenthal, Tod Mikuriya et Dale H. Gieringer. En 1996, Michka, Michel Sitbon (directeur de la publication) et lui seront poursuivis par Gabriel Nahas pour diffamation après des articles parus dans la revue Maintenant. Ce procès deviendra celui de la prohibition du cannabis. Michka et Bertrand Lebeau auront mobilisé des témoins prestigieux dont deux anciens ministres de la Santé, Bernard Kouchner et Léon Schwartzenberg.
L’année 1993 voit aussi naître un collectif inter-associatif intitulé « Limiter la casse » et présidé par Anne Coppel. Il regroupe des militants de la lutte contre le SIDA (il est d’ailleurs hébergé par l’association Aides, alors présidée par Arnaud Marty-Lavauzelle), des intervenants sanitaires et sociaux (médecins, infirmières, travailleurs sociaux) et des usagers organisés dans l’auto-support (self help) comme Auto Support des Usagers de Drogues (ASUD). Toutes et tous se réclament d’un nouveau paradigme né en Grande-Bretagne et en Hollande : la réduction des risques et des dommages. Dix années de lutte et de mobilisation seront nécessaires pour que ce modèle devienne, ne fut-ce que partiellement, celui de l’État français. Les politiques de réduction des risques accordent la priorité non au sevrage, mais à la minimisation des risques liés à la consommation, en particulier par voie injectable : accès aux seringues propres soit en pharmacie, soit dans le cadre de programmes d’échange de seringues (PES), soit encore par des distributeurs automatiques de seringues. Elle promeut aussi la gestion de la dépendance grâce aux traitements de substitution opiacés (TSO) par méthadone ou buprénorphine. Elle lutte, enfin, pour une réforme des politiques de drogues à l’échelle nationale, européenne et internationale et l’abandon de la meurtrière et inefficace « guerre à la drogue ».
En 1994, Bertrand Lebeau ouvre un centre de soins spécialisés en toxicomanie (CSST) disposant de places de méthadone dans le cadre de l’association Médecins du Monde. C’est la première fois que des ressources financières fléchées secteur de soins spécialisés sont accordées à un organisme extérieur à ce champ. Par cette décision, Simone Veil, alors ministre des Affaires Sociales et de la Santé, veut faire savoir aux intervenants, majoritairement hostiles aux traitements de substitution aux opiacés, que ces traitements seront implantés avec ou sans eux.
Entre 1993 et 2000, il participe aux conférences annuelles de l’International Harm Reduction Association (IHRA) qui promeut dans le monde le modèle de la réduction des risques. En 1998, il assiste pour Médecins du Monde à la session Spéciale de l’Assemblée Générale des Nations Unies (UNGASS) à New-York, dix ans après la convention de 1988 sur la lutte contre le trafic de drogues et les précurseurs.

#### Activités en centre de soins
En 1999, Bertrand Lebeau quitte la direction de son centre et tente, sans succès, de développer la réduction des risques liés à la toxicomanie à l’international au sein de Médecins du Monde. Il travaille ensuite dans le CSAPA « La Mosaïque » à Montreuil dirigé alors par le Dr Pierre Goisset (mort accidentellement en 2008) puis dans le service d’addictologie de l’hôpital Paul Brousse (Villejuif, Val-de-Marne), enfin comme Praticien Hospitalier dans le CSAPA de l’hôpital de Montfermeil. Durant toutes ces années, il maintient une consultation dans le service des maladies infectieuses et tropicales de l’hôpital Saint-Antoine à Paris et ce, jusqu’en mars 2020.
Dans le cadre du groupement d'intérêt public Esther (« Ensemble pour une Solidarité Thérapeutique En Réseau »), il accompagne, entre 2011 et 2016, la création à Dakar du premier centre d’addictologie d’Afrique de l’Ouest.
À partir du printemps 2019, il retourne travailler dans le service d’addictologie de l’hôpital Paul Brousse dirigé alors par le professeur Amine Benyamina. Il souhaite y promouvoir les utilisations thérapeutiques des psychédéliques (LSD, psilocybine) et entactogènes (MDMA).
Il continue aussi à suivre l’actualité internationale et assiste en 2019, avec  Béchir Bouderbala, à laCommission on Narcotic Drugs (CND), qui se réunit chaque année à Vienne (Autriche) en présence de délégations des quelque 200 pays membres de l’ONU et de nombreuses associations issues de la société civile.

## Engagement politique
Bertrand Lebeau s'est intéressé depuis très jeune à la politique. Au lycée Jacques Decour, établissement très ancré à  gauche, il rencontre Maurice Najman, militant pabliste. Bertrand Lebeau dit avoir été sympathisant du mouvement plus qu'un vrai militant. Il est néanmoins affilié à des mouvements de gauche, notamment par Médecins du Monde, mais s'oppose dans les années 1970 au totalitarisme des régimes communistes européens. Il se positionne toujours à gauche même s'il se considère désormais beaucoup plus libéral. 
Il est favorable depuis de longues années à la dépénalisation de l'usage de toutes les drogues et à la légalisation de certaines, notamment du cannabis. Il considère que la prohibition est un facteur de trafic, d'insécurité et de corruption.

## Publications
- La drogue, éditions Cavalier Bleu (2002)[15].
- Toxic, avec Bernard Kouchner, Patrick Aeberhard, Jean-Pierre Daulouède et William Lowenstein, éditions Odile Jacob (2018)[16].
- La réduction des risques chez les usagers de drogues : le rôle des ONG, ouvrage codirigé avec Patrick Aeberhard et Pierre-Olivier Chaumet, éditions LEH (2019).
- .Drogues : la longue marche, éditions Pepper / L'Harmattan (2022).